# ゲーリー・ジョンソン (アメリカンフットボール)
ゲーリー・ジョンソン（Gary "Big Hands" Johnson、1952年8月31日 - 2010年8月4日）はルイジアナ州シュリーブポート出身のアメリカンフットボール選手。1975年から1985年までの11シーズンNFLでプレーした。ポジションはディフェンシブタックル。ニックネームはビッグハンズ。

## 経歴
グランブリング州立大学時代にはハイズマン賞の選考でバート・ジョーンズより上位の3位となった。
1975年のNFLドラフト1巡目全体8位でサンディエゴ・チャージャーズに指名されて入団しその年のNFLオールルーキーチームに選ばれた。1980年には17.5サックをあげたがこの記録は今でもチャージャーズのチーム記録として残っている。この年チームは同じ1975年ドラフト組のフレッド・ディーン、ルイ・ケルチャーらで合わせてNFLトップの60サックをあげ、ジョンソンとディーンはオールプロファーストチームに、ケルチャーもセカンドチームに選ばれた。この3人にリロイ・ジョーンズを加えたフロントラインは当時人気だったブルース・ブラザーズ（The Blues Brothers）にならって、Bruise Brothers と呼ばれた。
1981年もオールプロファーストチーム、1982年にはオールプロセカンドチームに選ばれプロボウルには1980年から1983年まで4年連続選出された。チャージャーズはドン・コリエルヘッドコーチに率いられた1979年から1981年まではAFC西地区で3年連続優勝、1982年もプレーオフ出場を果たした。1984年シーズン途中にサンフランシスコ・フォーティナイナーズにフレッド・ディーンとともに移籍、第19回スーパーボウルでマイアミ・ドルフィンズのダン・マリーノを抑え、優勝を味わった。1985年まで現役としてプレーした。
現役時代、72.5サック、インターセプトで2回、ファンブルリカバーで1回、合計3回タッチダウンをあげた。また2度セイフティを記録している。
1997年にカレッジフットボール殿堂、1999年にサンディエゴ・チャージャーズ殿堂入りを果たした。
2010年7月に脳卒中で倒れ同年8月4日亡くなった。